# 스리랑카의 지리

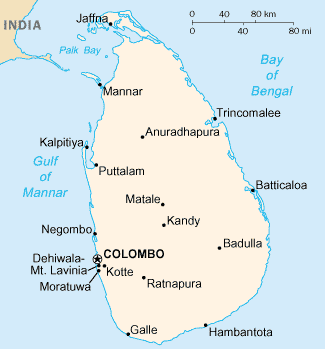

‘찬란하게 빛나는 섬’이라는 뜻을 지닌 옛 이름 실론(Ceylon)의 지명을 갖고 있는 스리랑카는 인도양에 위치한 섬나라이다. 실론섬은 인도반도 남동부의 인도양 상에 있는 홍차(紅茶)의 산지로서 유명한 곳이다.섬은 진주조개의 형태를 하고 있으며, 중앙에서 약간 남쪽에 표고 2,524m의 피두루탈라갈라 산과 항해자들 사이에 잘 알려진 표고 2,243m의 애덤스산이 있는데, 이들 고봉을 중심으로 산악지대가 펼쳐져 있다. 북반부는 넓은 구릉지대로 남부의 산악지대와는 대조적이다.섬은 적도에 가까워 연중 기온이 높고 강우량이 많다. 하계의 계절풍은 남서지방에, 동계의 계절풍은 북동부에 비를 몰아온다. 특히 하계에는 강우량이 많아 남서부의 산악지대에는 연간 3,000~4, 000㎜에 달하는 지역이 있다.

## 기후
스리랑카는 열대도서국가이므로 연간 기온차는 거의 없다. 서남부 및 중간 산악지대는 강수량이 비교적 많은 편이며 4∼6월중에는 남서계절풍이 불고 있다. 한편 동북부는 건조하고 10∼2월중에는 북계절풍이 불며 비가 많다.